# Bùi Thị Thu Thảo
Bùi Thị Thu Thảo (* 29. April 1992 in Hanoi) ist eine vietnamesische Leichtathletin, die im Weit- und Dreisprung startet und zu Beginn ihrer Karriere im Siebenkampf antrat. Sie ist momentane Inhaberin des Landesrekords im Weitsprung und siegte 2018 bei den Asienspielen und wurde 2017 Asienmeisterin.

## Sportliche Laufbahn
Erste Erfahrungen bei internationalen Wettbewerben sammelte Bùi Thị Thu Thảo bei den Juniorenasienmeisterschaften 2010 in Hanoi, bei denen sie mit 4170 Punkten die Bronzemedaille im Siebenkampf gewann. 2011 belegte sie bei den Südostasienspielen in Palembang je den fünften Rang im Siebenkampf und im Weitsprung. Zwei Jahre später gewann sie bei den Südostasienspielen in Naypyidaw mit 6,14 m die Bronzemedaille. 2014 nahm sie erstmals an den Asienspielen im südkoreanischen Incheon teil und gewann mit 6,44 m die Silbermedaille hinter der Indonesierin Maria Natalia Londa. 2015 gewann sie bei den Südostasienspielen in Singapur mit 6,65 m die Silbermedaille, wie auch bei den Hallenasienmeisterschaften in Doha 2016 mit 6,30 m hinter der Inderin Mayookha Johny. 
2017 nahm sie an Asienmeisterschaften in Bhubaneswar teil und gewann dort mit 6,54 m die Goldmedaille vor den beiden Inderinnen Neena Varakil und Nayana James. Auch bei den Südostasienspielen in Kuala Lumpur gewann sie mit neuem Landesrekord von 6,68 m die Goldmedaille. Anfang September gewann sie bei den Asian Indoor & Martial Arts Games in Aşgabat mit 6,36 m die Silbermedaille hinter der Kasachin Olga Rypakowa. 2018 nahm sie an den Hallenasienmeisterschaften in Teheran teil und gewann dort mit neuem Landesrekord von 13,22 min die Bronzemedaille im Dreisprung sowie mit 6,20 m die Goldmedaille im Weitsprung. Ende August nahm sie erneut an den Asienspielen in Jakarta teil und siegte dort mit 6,55 m vor Varakil und der Chinesin Xu Xiaoling. Sie meldete sich auch für den Dreisprungbewerb, trat dort aber kurzfristig nicht an. 2022 gewann sie bei den Südostasienspielen im heimischen Hanoi mit 6,38 m die Goldmedaille im Dreisprung und im Jahr darauf gewann sie bei den Südostasienspielen in Phnom Penh mit 6,13 m die Silbermedaille im Weitsprung hinter der Indonesierin Maria Natalia Londa. Anschließend belegte sie bei den Asienmeisterschaften in Bangkok mit 6,22 m den achten Platz, wie auch bei den Asienspielen in Hangzhou mit 6,09 m.
In den Jahren 2011 und 2013 sowie 2017, 2019 und 2021 wurde Thảo vietnamesische Meisterin im Weitsprung sowie 2017 auch im Dreisprung.

## Persönliche Bestleistungen
- Weitsprung: 6,68 m (+0,2 m/s), 25. August 2017 in Kuala Lumpur (vietnamesischer Rekord)
  - Weitsprung (Halle): 6,36 m, 18. September 2017 in Aşgabat (vietnamesischer Rekord)
- Dreisprung: 13,68 m, 24. Oktober 2017 in der Ho-Chi-Minh-Stadt
  - Dreisprung (Halle): 13,22 m, 1. Februar 2018 in Teheran (vietnamesischer Rekord)
- Siebenkampf: 4609 Punkte: 9. September 2011 Ho-Chi-Minh-Stadt